# Wells-next-the-Sea
Wells-next-the-Sea è un paese di 2 451 abitanti della contea del Norfolk, in Inghilterra.